# Moammer Kadhafi

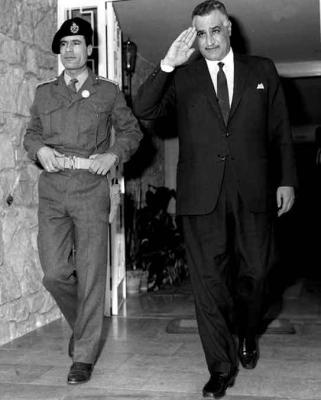
Kadhafi ezredes, a Líbiai Népi Forradalom vezetője 1969-ben, Gamal Abden-Nasszer egyiptomi elnökkel

Moammer Kadhafi (arabul: معمر القذافـي; Szurt, 1942. június 19. – Szurt, 2011. október 20.) líbiai katonatiszt, forradalmár, diktátor. 1969. szeptember 1-jétől 2011. augusztus 20-áig Líbia de facto vezetője. Hivatalosan semmilyen címet vagy tisztséget nem viselt, azonban amíg hatalmon volt, szokásos megnevezése a kormány rendelkezéseiben és a hivatalos sajtóban a Líbiai Szocialista Népköztársaság Szeptember 1-jei Nagy Forradalmának Vezére vagy a Forradalom Testvéri Vezére és Útmutatója volt.

## Fiatalkora
Az al-Kadhafa törzshöz tartozó, földműves család gyermekeként született. Szurt sivatagos vidékén nevelkedett egy beduin sátorban.
Születése idején Líbia olasz megszállás alatt volt, és csak 1951-ben vált független királysággá. Kadhafit fiatalkorában megérintették az arab nacionalista eszmék. Példaképének Gamal Abden-Nasszert, a szomszédos Egyiptom elnökét tekintette, akinek jelszavai és céljai között szerepelt az arab egység megteremtése is.
1961-ben felvételt nyert a bengázi katonai akadémiára, ahol 1966-ban végzett. Tanulmányai során négy hónapot töltött az Egyesült Királyságban további kiképzésen. Az iskola elvégzése után fokozatosan haladt előre a katonai ranglétrán. Idrisz királlyal szembeni elégedetlensége miatt részese lett egy csoportnak, amely a király hatalmának megdöntését tervezte.

## Út a hatalomhoz
1969. szeptember 1-jén tisztek egy kis csoportja Kadhafi vezetésével államcsínyt követett el Idrísz király ellen, amíg az Törökországban tartózkodott gyógykezelésen. Az új uralkodó Idrísz unokaöccse, Szajjid Haszan ar-Ridá al-Mahdi asz-Szanusszi koronaherceg lett. Néhány órával később kiderült: a tisztek nem tudnak megegyezni az új királlyal a hatalmon, mert az panaszkodott, hogy hatalma kisebb, mint a király mellett volt koronahercegként.[forrás?] Még aznap házi őrizetbe került, hivatalosan elmozdították trónjáról, és kikiáltották a Líbiai Arab Köztársaságot. Kadhafi ennek alapján használta a Forradalom Testvéri Vezére és Útmutatója nevet.
Más katonai diktátorokkal ellentétben nem nevezte ki magát tábornoknak, hanem elfogadta ünnepélyes előléptetését ezredessé. Kadhafi saját szavaival élve (és a nyugati katonai rangokat tekintve), ahol egy ezredes vezethet egy országot, és a hadsereg főparancsnoka lehet, ott „a hatalom a nép kezében van”. A diktatúra általa megvalósított koncepciója mégsem teljesen ismeretlen korábbról: Nasszer elnök Egyiptomban ezredesként, Jerry Rawlings Ghánában repülőhadnagyként, Oscar Osorio, José María Lemus és Julio Adalberto Rivera Salvadorban főhadnagyként vezetett diktatórikus rezsimet.

## Iszlám szocializmus és pánarab mozgalom
Kadhafi új rendszerét az arab nacionalizmusra épülő közvetlen, népi demokratikus jóléti államnak képzelte el. Az általa „iszlám szocializmus”-nak nevezett államfelfogás a kis magántulajdont engedélyezte, a nagyobb üzemeket állami kézben tartotta. Kiemelt helyen szerepelt a szabadság, a jólét és az oktatás. Új iszlamista törvényeket hozott, betiltva az alkoholt és a szerencsejátékokat. 1975 és 1979 között jelent meg három kötetben az eszméit összefoglaló A zöld könyv. (Magyarul: Muammar al-Kaddáfi: A Zöld könyv, a Líbiai Arab Népi Szocialista Dzsamáhirijja Népi Irodája kiadásában.) A gyakorlatban rendszere nem bizonyult tökéletesnek, több külső és belső támadást erőszakosan fojtott el. Forradalmi bizottságai felelősek a líbiai disszidensek 1980. januári meggyilkolásáért.

## Külkapcsolatok
Nasszer eszméit követve Kadhafi az arab egység szószólójává vált, az arab államok egységes arab nemzetbe való tömörülését szorgalmazta. Támogatta a pániszlám törekvéseket (tágabb együttműködés az iszlám országok között). Nasszer 1970. szeptember 28-án bekövetkezett halála után a mozgalom élére állt, 1972-ben bejelentette az arab köztársaságok (Líbia, Egyiptom, Szíria) föderációjának megalakulását. A három állam azonban nem tudott megállapodni az egyesülés feltételeiről. 1974-ben Tunézia elnökével, Habib Bourguibával írt alá egyesülési megállapodást, de ez is életképtelennek bizonyult, a két ország között hosszú távú ellenségeskedés alakult ki.
Líbia és Csád között több erőszakos határvita zajlott az Aouzou övezet ügyében, amelyet Líbia 1973-ban megszállt. A konfliktus a csúcspontját Csád északi részének líbiai megszállásával érte el, és az 1987-ben megkötött tűzszünettel végződött. 1994 júniusában végül a líbiai csapatok, elfogadva a Nemzetközi Bíróság ítéletét, kivonultak Csádból.
Kadhafi támogatta a Palesztinai Felszabadítási Szervezetet (PFSZ), amely miatt viszont megromlott a viszonya Egyiptommal, amikor az 1979-ben békét kötött Izraellel. Az egyiptomi elnök, Anvar Szadat számára egyébként korábban is mind kellemetlenebb volt az arab államok forradalmár szárnya, szemben a konzervatív és gazdag öböl-országokkal. Miközben romlottak kapcsolatai Egyiptommal, javult viszonya a Szadat által elhagyott Szovjetunióval. Líbia lett az első, a keleti blokkon kívüli ország, amely MiG–25-ös szuperszonikus repülőgépeket kapott, de a két ország kapcsolata mindvégig távolságtartó maradt.
Kadhafi kereste a lehetőséget a líbiai befolyás elmélyítésére azzal, hogy felhívást tett egy szaharai iszlám állam létrehozására, és támogatást nyújtott a szubszaharai kormányellenes erőknek. Fontos megemlíteni politikai tevékenységével kapcsolatban a felszabadító, különösen az iszlám felszabadító mozgalmak támogatását. Az 1970-es és 1980-as években ezeknek könnyű volt líbiai támogatást szerezniük, még a Kadhafiétól távol álló ideológiák számára is. A világ véleménye emiatt jelentősen romlott, rezsimjét terrorakciókkal és felforgató tevékenységgel hozták kapcsolatba. Legfőbb támogatója volt az 1972-es müncheni olimpián mészárlásba fúló emberrablást elkövető Fekete Szeptember terrorcsoportnak, az Amerikai Egyesült Államok pedig közvetlen felelősséggel vádolta az 1986-os berlini diszkórobbantásért, amelynek 3 halálos áldozata és több mint 200 sérültje volt, köztük több ott állomásozó amerikai katona. Azt mondják, ő fizetett Carlosnak, „a Sakálnak”, hogy raboljon el majd engedjen szabadon néhány, az olajüzletben érdekelt szaúdit és iránit.
A nyugati világ és Líbia közötti fennálló feszültség Ronald Reagan elnöksége alatt érte el a csúcspontját, aki kísérletet tett a líbiai diktátor leváltására. A Reagan-adminisztráció ellenséges országként tekintett Líbiára annak a palesztin függetlenség ügyében mutatott kompromisszumképtelensége, az irak-iráni háborúban az utóbbi támogatása és a fejlődő országok fegyveres felszabadító mozgalmainak pénzelése miatt. Maga Reagan a „Közel-Kelet veszett kutyájának” nevezte Kadhafit. 1982-ben az USA megszüntette a líbiai olaj importálását és megtiltotta a technológiai exportot az arab országba. Az európai országok nem követték a példáját.
1984-ben Yvonne Fletcher rendőrnőt, aki egy Kadhafi-ellenes demonstráción felügyelt Líbia londoni követsége előtt, agyonlőtték, feltehetően az épületből. A diplomaták védettsége miatt azonban a hivatalnokok szabadon hazatérhettek. Ezek után az Egyesült Királyság egy évtizedre megszakította diplomáciai kapcsolatait az arab országgal.
1986 márciusában, a líbiai felségvíznek deklarált Szidra-öböl ügyében fennálló vita idején az USA líbiai olajszállító hajókat támadott meg. Április 15-én Reagan elnök elrendelte Tripoli és Bengázi bombázását (ez volt az „El Dorado Canyon” hadművelet). Az akció, amelyet az Egyesült Államok a tíz nappal korábbi berlini merénylet megtorlásául szánt, 45 katonai személy és kormánytisztviselő, valamint 15 polgári személy halálával járt. Ezután az amerikaiak üzeneteket fogtak el, melyet Líbia keletnémet nagykövetségéről küldtek, és melyekből úgy tűnt, a líbiaiaknak közük volt a nyugat-berlini La Belle diszkóban történt robbanáshoz. Az ezt megtorló bombázásban, április 15-én halt meg Kadhafi örökbefogadott lánya.
1987 végén elfogták az MV Eksund nevű hajót, amely Líbiából az IRA számára szállított fegyvereket. Az angol titkosszolgálat feltételezi, hogy nem ez volt az első és utolsó kapcsolat az arab ország és az ír terrorszervezet között.
Az 1990-es években Líbia a Lockerbie-ügyben megtagadta a Skócia fölött elkövetett repülőgép-robbantás ügyében folytatott nyomozás során való együttműködést, ezért gazdasági és politikai elszigeteltségbe került. 1997-ben Nelson Mandela dél-afrikai elnök és Kofi Annan ENSZ-főtitkár tárgyaltak Kadhafival az ügyről, végül 1999-ben létrejött a gyanúsítottak Hollandiába szállításáról és a skót jog szerinti eljárásról szóló megegyezés. Az ENSZ felfüggesztette szankcióit, az USA azonban nem.
2003 augusztusában – két évvel Abdelbászet Ali Mohmed al-Megrahi elítélése után – Líbia hivatalosan is vállalta a felelősséget Lockerbie-ért, és 2,7 milliárd dolláros (a 270 áldozat családjának egyenként 10 millió dollár) kártérítés fizetésébe egyezett bele. Még ugyanebben a hónapban az Egyesült Királyság és Bulgária javaslatára az ENSZ eltörölte a felfüggesztett szankciókat. (Bulgária részvételének köze lehetett ahhoz, hogy a líbiai gyerekek AIDS-fertőzését kivizsgáló ügyben öt bolgár ápolónő is gyanúba keveredett, sőt talán emiatt kapcsolódott be Bulgária – főleg humanitárius szállítással – a líbiai intervencióba 2011-ben.) Líbia ezután a 2,7 milliárd dolláros kártérítés 40%-át kifizette az áldozatok családjának; további 40%-ot, amikor az amerikaiak is eltörölték szankcióikat; a fennmaradó 20%-ot végül nem fizette ki, mert az USA nem volt hajlandó levenni Líbiát a terrorizmust finanszírozó országokat számon tartó listájáról.

## Változások
Az 1990-es évek közepétől Kadhafi közel-keleti kapcsolatépítésbe kezdett, halálakor már az arab világ politikailag mérsékeltebb vezetői között tartották számon. A palesztin–izraeli konfliktussal kapcsolatban egy kétnemzetiségű állam mellett állt ki („Izratina”).
Eközben Kadhafi népszerű afrikai vezetőnek számított, a kontinens egyik legrégebben hatalmon lévő személyiségeként nagy megbecsülésnek örvendett az afrikai országok körében, mint „régi és bölcs, törekvő vezető”. Jó kapcsolatot ápolt Nelson Mandelával és más jelentős személyiségekkel, több pán-afrikai szervezet vezető személyiségének számított (például Afrikai Unió, a korábbi Afrikai Egységszervezet). Sok afrikai a szubszaharai térség államainak nyújtott nagy összegű támogatása, humanitárius tevékenysége révén ismeri. A Kadhafi-érában nagy volt a bevándorlás Líbiába, sok afrikai költözött oda jobb munkalehetőségek reményében. Líbia kedvelt „ugródeszka” a kontinens szegényebb országaiban lakók (főként Ghána és Szomália) számára az európai országok, elsősorban Olaszország felé.
Később Kadhafi megpróbálta kimutatni együttműködési készségét a nyugati világgal. Két évvel a 2001. szeptember 11-ei terrortámadás előtt Líbia biztosította a nyugatot az al-Káida elleni harcban való partnerségéről és felajánlotta fegyverkezési programjának nemzetközi ellenőrzését. A Clinton-adminisztráció nem élt a lehetőséggel, mert nem tartotta fenyegetőnek Líbia esetleges fegyverkezését, hanem a Lockerbie-ügy gyanúsítottainak kiadatását tekintette elsődleges diplomáciai feladatnak. 2001. szeptember 11. után a muszlim vezetők közül Kadhafi ítélte el elsőként és legélesebben a terroristák cselekedetét. Olyat tett, ami néhány évtizeddel korábban elképzelhetetlen lett volna: interjút adott az amerikai ABC televíziótársaságnak.
Több magyarázat született a Kadhafi-féle politika megváltozására. Az egykor gazdag Líbia sokat vesztett gazdasági erejéből az olajárak jelentős csökkenése miatt az 1990-es években. Ettől kezdve az ország minden korábbinál jobban rá van utalva a külföldi segítségre, azt Kadhafi nem utasíthatja el, ahogy azt korábban tette. Ilyen körülmények között az USA és az ENSZ növekvő szigorú szankciói csak még elszigeteltebbé tették gazdasági és politikai értelemben Líbiát. A Kadhafi-rezsim által egykor támogatott forradalmi, militáns csoportok nem érték el céljukat, a Szovjetunió összeomlásával pedig a legfőbb, nagyrészt szimbolikus ellenfél, az USA még jobban megerősödött.
Miután 2003-ban az USA fegyveres úton eltávolította Irak éléről Szaddám Huszeint, Kadhafi bejelentette: országában tömegpusztító fegyverek fejlesztése folyik, de kész a nemzetközi ellenőrzés beengedésére, és hajlandó az esetleges leszerelésről tárgyalni. George W. Bush, az USA elnöke és az iraki beavatkozás más támogatói ezt a lépést az iraki háború következményeként próbálták beállítani. Az volt az álláspontjuk, hogy Kadhafi fél attól, hogy hasonló történhet az ő rendszerével is. Silvio Berlusconi olasz miniszterelnök kijelentette, hogy Kadhafi telefonon felhívta, hogy ezt elmondja neki. Sok nemzetközi politikai szakértő úgy vélte, Kadhafi lépésének nem ez volt a háttere, hanem illeszkedve a korábbi politikai változások sorába, ez is egy gesztus a nyugati kapcsolatok normalizálása és a szankciók megszüntetése érdekében.
Az országba érkező nemzetközi ellenőrök néhány tonnányi vegyi fegyverről és nukleáris fegyverkezési programról számoltak be. Líbia hozzájárult a megsemmisítéshez és az ellenőrzési rendszerekkel való együttműködéshez. 2006 márciusában atomenergia-megállapodást kötött Franciaországgal.
2004 márciusában Tony Blair brit miniszterelnök évtizedek óta az első nyugati vezető volt, aki hivatalos látogatást tett az országban, és találkozott Kadhafival. Üdvözölte Kadhafi legújabb lépéseit a konszolidáció érdekében, és kifejezte reményét, hogy Líbia erős szövetséges lesz a nemzetközi terrorizmus elleni harcban. A látogatás előkészítésekor Anthony Layden brit követ Tripoliban a változásokról szólva kijelentette: A gazdaság 35 éves teljes állami felügyelete miatt ma olyan alacsony a gazdasági aktivitás az országban, hogy az egyébként rendkívül sikeres oktatásból kijövő fiatalok egyszerűen nem találnak állást. Úgy hiszem ez a probléma rábírja Kadhafi ezredest egy radikális irányváltásra.
2006. május 15-én az USA bejelentette a diplomáciai kapcsolatok újrafelvételét és Líbia eltávolítását a terrorizmust támogató államok listájáról. December 19-én nagy nemzetközi érdeklődés mellett meghozták a végső ítéletet annak az 5 bolgár ápolónak és egy palesztin orvosnak az ügyében, akiket 400 gyermek HIV-vel való megfertőzésével gyanúsítottak. Annak ellenére, hogy tudományos bizonyítékok állnak rendelkezésre a gyermekek korábbi fertőzöttségéről, halálbüntetést szabtak ki a vádlottakra. Diplomáciai nyomásra, ezen belül is a francia köztársasági elnök, Nicolas Sarkozy és akkori felesége, Cecilia Sarkozy érdemi erőfeszítéseinek köszönhetően, végül 2007-ben Líbia "kiadta" Bulgáriának az elítélteket, akiket francia kormánygép szállított Bulgáriába, ahol azonnal kegyelmet kaptak.
A szankciók feloldását követően Kadhafi igyekezett kihasználni megújult külpolitikai lehetőségeit, ismét az antiimperialista szólamokat helyezve előtérbe. 2009-ben és 2010-ben, ennek jegyében kampányolta végig a harmadik világ országait. Célul egy katonai szövetség, a SATO (a NATO ellenpárja) létrehozását szabta meg – mely Latin-Amerika, Délkelet-Európa, Délkelet-Ázsia és Afrika országainak összefogásával állítana gátat az USA beavatkozási politikájának. Az erről folytatott tárgyalások a 2011-es felkeléshez is kapcsolódóan felemás eredményekkel értek véget.

## Belső ellenzék
1993 októberében katonák egy csoportja sikertelen merényletet követett el Kadhafi ellen. 1996 júliusában egy futballmeccs után véres összecsapásba torkolló tiltakozások kezdődtek Kadhafi ellen.
Az országban több ellenzéki csoportosulás működött:
- Líbiai Nemzeti Ellenzéki Konferencia
- Nemzeti Front Líbia Megmentéséért
- Európai Líbiai Nemzeti Cselekvési Bizottság

2006-ban indult a www.stopgaddafi.org weboldal, amely a rezsim 343 áldozatát nevezte meg, és Kadhafi leváltását követeli. A Genovában székelő Líbiai Emberijogi Liga a harminc hazai és külföldi halálos áldozattal járó 2006 februári bengházi események független kivizsgálását követelte.

## Magánélet
Kadhafi korán megnősült: 1969-ben feleségül vette Fatiha al-Nuri tanárnőt. Ez a frigy azonban nem bizonyult hosszú életűnek. 1971-ben újranősült, egy ápolónőt vett el Szafia Farkast, aki egyes feltétezések szerint boszniai horvát és magyar felmenőkkel rendelkezik.
Kadhafinak első házasságából egy fia, második házasságából hat fia és egy leánya született és két további lányt is örökbe fogadott. Legidősebb fia, Mohammed elnöke volt a Líbiai Olimpiai Bizottságnak és vezetője az összes telekommunikációs vállalatnak. Második fia, Szajf al-Iszlám, nyugaton tanult diplomata, a Kadhafi alapítvány feje, amely többek között a Fülöp-szigeteken iszlám milicisták által szedett túszok kiszabadításával foglalkozott. Harmadik fia Al-Szaadi, a Líbiai labdarúgó-szövetség elnöke volt, az olasz elsőosztályú Perugia csapatában játszott 2003-tól 2005-ig egy meccs erejéig, majd egy doppingteszten megbukott, a 2005–06-os szezont az Udinese csapatánál töltötte, összesen 10 percet játszott az évad utolsó meccsén. 2006–07-ben a Sampdoria játékosa lett, egyetlen meccsen sem lépett pályára. Filmgyártással is foglalkozott. Negyedik fia Hannibal a főleg olajexporttal foglalkozó tengeri szállítmányozási vállalat munkatársa volt. Rendkívül erőszakos természete miatt több alkalommal indult ellene eljárás Európában, ahol rátámadt környezetére. Ez nem egyszer diplomáciai bonyodalmakat okozott Líbia és egyes európai államok között. Ötödik fia Mutasszim, a líbiai hadsereg alezredese és apja nemzetbiztonsági főtanácsadója volt. Hatodik fia Szajf al-Arab Kadhafi nyugaton tanult, majd a polgárháború idején katonaként tűnt fel. Legfiatalabb fia, Hamísz pedig egy különleges rendőri alakulatot (Hamísz-brigádok) vezetett, amely a rendszer egyik fontos védelmezője és a polgárháború egyik rettegett alakulata volt. Kadhafi lánya, Ajesa jogász, tagja volt a kivégzett Szaddám Huszeint védő jogászcsoportnak.
Örökbefogadott leánya, Hanna az 1986-os USA-bombázásokban életét vesztette. 2006. április 15-én a bombázások 20. évfordulójára rendezett békekoncerten Lionel Richie kijelentette: „Hanna ma este nyeri el jutalmát azzal a ténnyel, hogy neve összeforr a békével.”
Ugyanakkor az ügy további vitákat kavar: Barbara Slavin, az USA Today külpolitikai szakértője úgy nyilatkozott: „Nem az örökbefogadott leányát ölték meg. Egy kislányt öltek meg. Láttam a holttestet. Posztumusz örökbefogadás történt.”
2002 januárjában Kadhafi a Lafico (Libyan Arab Foreign Investment Company) nevű cégen keresztül megvásárolta a Juventus olasz futballklub 7,5%-os részvénycsomagját. Kadhafi futballrajongó volt, de a lépés Gianni Agnellihez és a Fiathoz fűződő hosszútávú kapcsolatokat is takar. Kapcsolatba került a sakkal is: 2004 márciusában a nemzetközi szövetség, a FIDE bejelentette, hogy Kadhafi ajánlja fel a június-júliusi tripoli világbajnokság pénzdíját.
A pakisztáni Lahor első krikettstadionját Kadhafi Stadionnak nevezték át az ő tiszteletére.
2002 novemberében „házigazdája” volt a Miss Net Worldnek, Líbia és valószínűleg a világ első internetes szépségversenyének.
Személyes testőrsége, az Amazon Gárda 40 afrikai nőből állt, akik harcművészeti és fegyveres kiképzést kaptak, és 2004-ben még brüsszeli látogatására is elkísérték, ám például nigériai látogatásakor problémákat okoztak.

## Forradalom diktatúrája ellen
2011 februárjában a tunéziai és egyiptomi forradalmi eseményeket követően Líbiában tiltakozás kezdődött a Kadhafi-rezsim ellen. Kadhafi ritka brutalitással lépett fel a fegyvertelen tüntetők ellen: katonái és Afrika más területeiről toborzott zsoldosai vérengzésbe kezdtek és terrorista módszerekkel igyekeztek visszaszerezni az ország feletti irányítást[forrás?]. Február végére a nemzetközi diplomácia komoly nyomást gyakorolt Kadhafira, hogy hagyjon fel a vérontással és távozzon a hatalomból, miközben egyre többen szorgalmazták a vérengzés felelőseinek nemzetközi bíróság elé állítását is. 2011. március 19-én a NATO az ENSZ felhatalmazása alapján légi és tengeri támadást indított a Kadhafi rezsim zsoldosai és a kormányerők ellen.
A hágai Nemzetközi Büntetőbíróság 2011. május 16-án elfogatóparancsot adott ki a líbiai vezető ellen, mivel Kadhafi személyesen adott parancsot a líbiai lázadók elleni, „előre kitervelt” gyilkosságokra.

## Halála
2011. október 20-án Kadhafit fegyveres felkelők elfogták Szurt városában. Röviddel később a bukott diktátort tisztázatlan körülmények között megölték. Az első beszámolók szerint a 18 éves Ahmed Sajbani fogta el, és sebesítette meg Kadhafit, aki később belehalt az elfogása során szerzett gyomorlövésbe. Ugyanakkor a lázadók ideiglenes miniszterelnöke szerint Kadhafi az elfogása során csaknem életveszélyes sebesüléseket szerzett, és el akarták szállítani a helyszínről, ám tűzpárbaj alakult ki hívei és a forradalmárok között, amiben halálos lövés érte. Az internetre viszont több mobiltelefonos videófelvétel is felkerült, amelyek a diktátor utolsó perceiről készültek. Ezek és a helyszíni beszámolók alapján több nyugati sajtótermék azt valószínűsíti, hogy Kadhafit az őt elfogó felkelők bántalmazták, majd a zavaros helyzetben agyonlőtték, ezután holttestét Miszrátába szállították, ahol közszemlére tették ki.
2011. október 25-én hajnalban Kadhafit egyik fiával, Mutasszim Kadhafival együtt ismeretlen helyre temették el a sivatagban. A temetésen részt vevő néhány embernek a Koránra kellett felesküdnie, hogy soha nem árulja el a diktátor sírjának hollétét.

## Magyarul
- Muammar al-Kaddáfi: A Zöld könyv; Líbiai Arab Népi Szocialista Dzsamáhirijja Népi Irodája, Budapest, 1988
- A Zöld könyv; Fapadoskonyv.hu, Budapest, 2011 (A demagógia klasszikusai)